# Polygonum cedrorum
Polygonum cedrorum är en slideväxtart som beskrevs av Boiss. & Ky. och Pierre Edmond Boissier. Polygonum cedrorum ingår i släktet trampörter, och familjen slideväxter. Inga underarter finns listade i Catalogue of Life.